# ТЕС Апрілія
ТЕС Апрілія — теплова електростанція у центральній частині Італії дещо південніше від Рима (у регіоні Лаціо, провінція Латіна). Споруджена з використанням технології комбінованого парогазового циклу.
Введена в експлуатацію у 2012 році, станція має один блок номінальною потужністю 787 МВт. У ньому встановлені дві газові турбіни потужністю по 273 МВт, які через котли-утилізатори живлять одну парову з показником 260 МВт.
Загальна паливна ефективність ТЕС становить 56,8 %.
Як паливо станція використовує природний газ, котрий постачається із національної газотранспортної системи через відвід довжиною 9,1 км.
Видалення продуктів згоряння із котлів-утилізаторів відбувається за допомогою двох димарів висотою по 55 метрів.
Зв'язок із енергомережею відбувається по ЛЕП, розрахованій на роботу із напругою 380 кВ.